# بودیل ایپسن
بودیل ایپسن (انگلیسی: Bodil Ipsen؛ ۳۰ اوت ۱۸۸۹ – ۲۶ نوامبر ۱۹۶۴) هنرپیشه و کارگردان اهل دانمارک بود. دو فیلم او لائو لائوریتسن و مرغزار سرخ برنده جایزه بزرگ از جشنواره فیلم کن ۱۹۴۶ شده است.